# Rtísxevski
Rtísxevski (en rus: Ртищевский) és un poble (un possiólok) de l'óblast de Saràtov, a Rússia, segons el cens del 2010 tenia 1.115 habitants. Pertany al districte municipal de Rtísxevo.